# آنا بارتلس
آنا بارتلس (به انگلیسی: Anna Bartels) (زاده ۱۸ آذر ۱۲۴۸– درگذشته ۲۸ بهمن ۱۳۲۸) خواننده سوپرانو اپرای اهل سوئد بود. او اولین حضور خود را در اپرای سلطنتی سوئد در سال ۱۲۷۶ در نقش اول اپرای مارتا تجربه کرد. آنا در طول ۲۰ سال همکاری‌اش با اپرای سلطنتی سوئد، به‌عنوان سوپرانوی کولوراتور به محبوبیت رسید اما بعدها بیشتر به نقش‌های متزوسوپرانو روی آورد. آنا بارتلس در سال ۱۳۰۲ برنده مدال سلطنتی ادبیات و هنر سوئد (Litteris et Artibus) شد.